# US-amerikanische Meisterschaften im Skispringen 2021
Die US-amerikanischen Meisterschaften im Skispringen 2021 fanden am 30. und 31. Juli in Park City, Utah auf den Utah Olympic Park Jumps statt. Nachdem im Jahr 2020 aufgrund der COVID-19-Pandemie keine Meisterschaften ausgetragen wurden, gingen Kevin Bickner und Nina Lussi als Titelverteidiger in die Wettkämpfe.

## Austragungsort
| \| Park City \| |
| Park City       |

| Park City |

## Ergebnisse

### Frauen

#### Normalschanze
| Platz | Name              | Division | Weite 1 | Weite 2 | Punkte |
| ----- | ----------------- | -------- | ------- | ------- | ------ |
| 01.   | Annika Belshaw    | USANS    | 090,0   | 086,5   | 214,0  |
| 02.   | Nina Lussi        | USANS    | 084,5   | 087,5   | 206,0  |
| 03.   | Anna Hoffmann     | USANS    | 086,5   | 080,5   | 193,0  |
| 03.   | Logan Sankey      | USANS    | 081,5   | 086,5   | 193,0  |
| 05.   | Annika Malacinski | USANS    | 088,5   | 074,5   | 182,0  |
| 06.   | Cara Larson       | USANS    | 079,5   | 076,5   | 169,5  |
| 07.   | Samantha Macuga   | USANS    | 080,5   | 072,5   | 163,0  |
| 08.   | Adeline Swanson   | Central  | 073,0   | 074,5   | 149,0  |
| 09.   | Josie Johnson     | IMD      | 068,5   | 073,0   | 139,0  |
| 10.   | Tess Arnone       | USANS    | 070,0   | 072,5   | 136,5  |

Datum: 30. Juli 2021
Schanze: Normalschanze HS-100
US-amerikanische Meisterin 2019: Nina Lussi
Teilnehmerinnen: 19
Annika Belshaw gewann ihren ersten Meistertitel.

#### Großschanze
| Platz | Name              | Division | Weite 1 | Weite 2 | Punkte |
| ----- | ----------------- | -------- | ------- | ------- | ------ |
| 01.   | Annika Belshaw    | USANS    | 121,5   | 120,0   | 219,2  |
| 02.   | Anna Hoffmann     | USANS    | 117,0   | 113,0   | 200,5  |
| 03.   | Nina Lussi        | USANS    | 111,5   | 112,0   | 189,3  |
| 04.   | Annika Malacinski | USANS    | 108,5   | 105,0   | 169,8  |
| 05.   | Cara Larson       | USANS    | 110,0   | 101,0   | 162,8  |
| 06.   | Logan Sankey      | USANS    | 101,5   | 103,0   | 146,1  |
| 07.   | Samantha Macuga   | USANS    | 100,0   | 098,0   | 140,9  |
| 08.   | Adeline Swanson   | Central  | 093,0   | 097,5   | 123,4  |
| 09.   | Josie Johnson     | IMD      | 094,5   | 087,0   | 111,2  |
| 10.   | Alexa Brabec      | USANS    | 088,0   | 089,5   | 101,0  |

Datum: 31. Juli 2021
Schanze: Großschanze HS-134
US-amerikanische Meisterin 2019: nicht ausgetragen
Teilnehmerinnen: 13
Annika Belshaw gewann auch von der Großschanze den Meistertitel. Sie übersprang als einzige Athletin den Konstruktionspunkt der Schanze.

### Männer

#### Normalschanze
| Platz | Name              | Division | Weite 1 | Weite 2 | Punkte |
| ----- | ----------------- | -------- | ------- | ------- | ------ |
| 01.   | Casey Larson      | USANS    | 101,5   | 096,5   | 259,5  |
| 02.   | Andrew Urlaub     | USANS    | 099,0   | 090,5   | 243,5  |
| 03.   | Decker Dean       | USANS    | 097,5   | 090,5   | 239,5  |
| 04.   | Kevin Bickner     | USANS    | 091,0   | 092,5   | 230,0  |
| 05.   | Erik Belshaw      | USANS    | 090,5   | 089,5   | 224,5  |
| 06.   | Jasper Good       | USANS    | 093,5   | 085,5   | 222,0  |
| 07.   | Ben Loomis        | USANS    | 090,5   | 084,5   | 215,5  |
| 08.   | Niklas Malacinski | USANS    | 089,5   | 082,5   | 209,0  |
| 09.   | Grant Andrews     | USANS    | 089,5   | 080,0   | 201,5  |
| 09.   | Taylor Fletcher   | USANS    | 088,5   | 080,5   | 201,5  |

Datum: 30. Juli 2021
Schanze: Normalschanze HS-100
US-amerikanischer Meister 2019: Kevin Bickner
Teilnehmer: 40
Casey Larson gewann seinen ersten Meistertitel. Für Kevin Bickner war es der erste Wettkampf seit dem Frühjahr 2020. In der Saison 2020/21 hatte er eine Karrierepause eingelegt.

#### Großschanze
| Platz | Name              | Division | Weite 1 | Weite 2 | Punkte |
| ----- | ----------------- | -------- | ------- | ------- | ------ |
| 01.   | Casey Larson      | USANS    | 127,5   | 133,0   | 258,9  |
| 02.   | Decker Dean       | USANS    | 131,5   | 121,5   | 249,9  |
| 03.   | Andrew Urlaub     | USANS    | 125,5   | 123,5   | 241,7  |
| 04.   | Jasper Good       | USANS    | 123,0   | 110,5   | 211,8  |
| 05.   | Kevin Bickner     | USANS    | 125,0   | 107,5   | 209,0  |
| 06.   | Ben Loomis        | USANS    | 109,0   | 112,5   | 191,7  |
| 07.   | Patrick Gasienica | USANS    | 121,0   | 096,0   | 180,1  |
| 08.   | Carter Brubaker   | Alaska   | 112,5   | 100,0   | 172,5  |
| 09.   | Erik Belshaw      | USANS    | 115,5   | 097,5   | 170,4  |
| 10.   | Taylor Fletcher   | USANS    | 114,0   | 096,0   | 168,0  |

Datum: 31. Juli 2021
Schanze: Großschanze HS-134
US-amerikanischer Meister 2019: nicht ausgetragen
Teilnehmer: 31
Casey Larson gewann auch von der Großschanze den Meistertitel.